# 別廖佐夫卡河 (流入丘索夫斯科耶湖)
別廖佐夫卡河（俄语：Берёзовка），是俄羅斯的河流，位於該國西部，流經彼爾姆邊疆區和科米共和國，最終注入丘索夫斯科耶湖，河道全長141公里，流域面積1,970平方公里。